# Sevec
Sevec este o localitate din comuna Slovenska Bistrica, Slovenia, cu o populație de 49 de locuitori.